# 水井妃佐子
水井 妃佐子（みずい ひさこ、1972年3月29日 - ）は、日本の元バドミントン選手。妹は同じ日本代表のバドミントン選手である水井泰子。

## 来歴
奈良県大和高田市出身。四條畷学園高等学校時代、1989年11月、平成元年度全国高等学校総合体育大会女子シングルスで、当時：熊本中央高等学校の宮村愛子（その後、アトランタ五輪日本代表）を破って優勝。四條畷学園女子短期大学進学後、1990年の全日本総合バドミントン選手権大会で初優勝。同短期大学卒業後、1992年4月、フジチュー（後のMMGアローズ）に入社。
1992年バルセロナオリンピックの女子シングルスと女子ダブルスに出場し、シングルスベスト16、鴻原春美と組んだダブルスでもベスト16。1993年から全日本総合選手権女子シングルス3連覇を達成。
1994年の広島アジア大会女子シングルスでは準決勝で、当時世界女王であったスシ・スサンティを破って決勝に進出。決勝では方銖賢に敗れて銀メダルを獲得。1996年、アトランタオリンピック女子シングルスでベスト16。
1996年11月の全日本総合選手権をもって現役引退。引退後、元NTT東京（現：NTT東日本）所属で、現：岩手県立花北青雲高等学校バドミントン部監督である、渡邉清一と結婚。渡邉との間に女児を授かったが、2009年に離婚し地元である大和高田市に戻り、大和高田市商工会議所に就職。娘であるひらりは大和高田市、三重県伊勢市の小学校、福島県富岡市の中学校に越境入学し、2018年4月時点でふたば未来学園高校所属し、バドミントン日本代表 B代表のバドミントン選手である。
2010年、ヨネックスに転籍しアドバイザーとなり、バドミントン教室の講師などを務めており、並行して自身のジュニアチームを立ち上げて後進の育成に当たっている。

## 主な成績
| 年        | 大会                   | 種目           | 成績 | Name                  |
| --------- | ---------------------- | -------------- | ---- | --------------------- |
| 1987/1988 | ドイツ国際ジュニア     | 女子ダブルス   | 1    | 宮村愛子 / 水井妃佐子 |
| 1990      | 全日本総合             | 女子シングルス | 1    | 水井妃佐子            |
| 1992      | カナダオープン         | 女子シングルス | 1    | 水井妃佐子            |
| 1992      | バルセロナオリンピック | 女子シングルス | 9    | 水井妃佐子            |
| 1992      | バルセロナオリンピック | 女子ダブルス   | 9    | 水井妃佐子 / 鴻原春美 |
| 1993      | 全日本総合             | 女子シングルス | 1    | 水井妃佐子            |
| 1994      | 全日本総合             | 女子シングルス | 1    | 水井妃佐子            |
| 1994      | 広島アジア大会         | 女子シングルス | 2    | 水井妃佐子            |
| 1995      | 全日本総合             | 女子シングルス | 1    | 水井妃佐子            |
| 1996      | アトランタオリンピック | 女子シングルス | 9    | 水井妃佐子            |
| 1997      | 台湾オープン           | 女子ダブルス   | 3    | 水井妃佐子 / 水井泰子 |

## 出演番組

### テレビ
- 突撃!アッとホーム（NHK総合） - 2014年4月19日